# Ernst Bahnmayer
Ernst Friedrich Bahnmayer (* 30. April 1888 in Gaggenau; † 16. Dezember 1931 in Mannheim) war ein deutscher Schwimmer.
Ernst Bahnmayer von Poseidon Karlsruhe trat bei den Olympischen Zwischenspielen 1906 in Athen in zwei Wettbewerben an. Am 24. April 1906 siegte im Eine-Meile-Freistilschwimmen der Brite Henry Taylor mit neunzig Sekunden Vorsprung vor seinem Landsmann John Arthur Jarvis und dem Österreicher Otto Scheff. Nach Scheffs Zielankunft dauerte es über hundert Sekunden, bis der beste Deutsche Max Pape als Vierter das Ziel erreichte. Dahinter schwammen die anderen drei Deutschen Emil Rausch, Ernst Bahnmayer und Oskar Schiele auf den Rängen fünf bis sieben ins Ziel.
Am 28. April 1906 stand die 4-mal-250-Meter-Freistilstaffel auf dem Programm. Hier siegten die Ungarn vor der deutschen Staffel mit Bahnmayer, Rausch, Schiele und Pape; die Briten erreichten das Ziel als Dritte.
Bahnmayer war nach seiner sportlichen Laufbahn bei der DLRG aktiv.